# 18841 Hruška
(18841) Hruška, denumire internațională (18841) Hruska, este un asteroid din centura principală de asteroizi.

## Descriere
18841 Hruška este un asteroid din centura principală de asteroizi. A fost descoperit pe 6 septembrie 1999 la Observatorul Kleť de Jana Tichá și Miloš Tichý. Asteroidul prezintă o orbită caracterizată de o semiaxă mare de 2,59 ua, o excentricitate de 0,08 și o înclinație de 15,4° în raport cu ecliptica.